# Rivula ommatopis
Rivula ommatopis är en fjärilsart som beskrevs av Edward Meyrick 1902. Rivula ommatopis ingår i släktet Rivula och familjen nattflyn. Inga underarter finns listade.